# Ferrari SF70H
De Ferrari SF70H is een Formule 1-auto die gebruikt wordt door Ferrari in het seizoen 2017. De H staat, net als bij de voorganger SF16-H, voor "Hybrid".

## Onthulling
De SF70H, Ferrari's 63e Formule 1-auto, werd op 24 februari 2017 onthuld in een presentatie die gestreamd werd via internet. De auto wordt, net zoals in de twee voorgaande seizoenen, bestuurd door Sebastian Vettel en Kimi Räikkönen. Door Vettel wordt het chassis omgedoopt naar Gina.

## Resultaten
| Resultaat                     |
| ----------------------------- |
| Winnaar                       |
| Tweede plaats                 |
| Derde plaats                  |
| Gefinisht (punten)            |
| Gefinisht (geen punten)       |
| Niet geklasseerd (NC)         |
| Uitgevallen (DNF)             |
| Niet gekwalificeerd (DNQ)     |
| Gediskwalificeerd (DSQ)       |
| Niet gestart (DNS)            |
| Gewond (INJ)                  |
| Uitgesloten (EX)              |
| Teruggetrokken (WD)           |
| Niet deelgenomen (blanco cel) |
| vetgedrukt (pole position)    |
| cursief (snelste ronde)       |

| Jaar | Chassis       | Motor       | Banden | Coureurs         | 1   | 2   | 3   | 4   | 5   | 6   | 7   | 8   | 9   | 10  | 11  | 12  | 13  | 14  | 15  | 16  | 17  | 18  | 19  | 20  | Punten | WK-plaats |
| ---- | ------------- | ----------- | ------ | ---------------- | --- | --- | --- | --- | --- | --- | --- | --- | --- | --- | --- | --- | --- | --- | --- | --- | --- | --- | --- | --- | ------ | --------- |
| 2017 | Ferrari SF70H | Ferrari 062 | P      |                  | AUS | CHN | BHR | RUS | SPA | MON | CAN | AZE | OOS | GBR | HON | BEL | ITA | SIN | MAL | JPN | VST | MEX | BRA | ABU | 522    | Zilver    |
| 2017 | Ferrari SF70H | Ferrari 062 | P      | Sebastian Vettel | 1   | 2   | 1   | 2   | 2   | 1   | 4   | 4   | 2   | 7   | 1   | 2   | 3   | DNF | 4   | DNF | 2   | 4   | 1   | 3   | 522    | Zilver    |
| 2017 | Ferrari SF70H | Ferrari 062 | P      | Kimi Räikkönen   | 4   | 5   | 4   | 3   | DNF | 2   | 7   | 14  | 5   | 3   | 2   | 4   | 5   | DNF | DNS | 5   | 3   | 3   | 3   | 4   | 522    | Zilver    |
| Jaar | Chassis       | Motor       | Banden | Coureurs         | 1   | 2   | 3   | 4   | 5   | 6   | 7   | 8   | 9   | 10  | 11  | 12  | 13  | 14  | 15  | 16  | 17  | 18  | 19  | 20  | Punten | WK-plaats |

### Eindstand coureurskampioenschap
- Sebastian Vettel: 2e (317pnt)
- Kimi Räikkönen: 4e (205pnt)

Ferrari SF70H ·
Force India VJM10 ·
Haas VF-17 ·
McLaren MCL32 ·
Mercedes F1 W08 EQ Power+ ·
Red Bull RB13 ·
Renault R.S.17 ·
Sauber C36 ·
Toro Rosso STR12 ·
Williams FW40